# Нідерфішбах
Нідерфішбах (нім. Niederfischbach) — громада в Німеччині, розташована в землі Рейнланд-Пфальц. Входить до складу району Альтенкірхен. Складова частина об'єднання громад Кірхен (Зіг).
Площа — 14,48 км2. Населення становить 4108 ос. (станом на 31 грудня 2020).

## Галерея

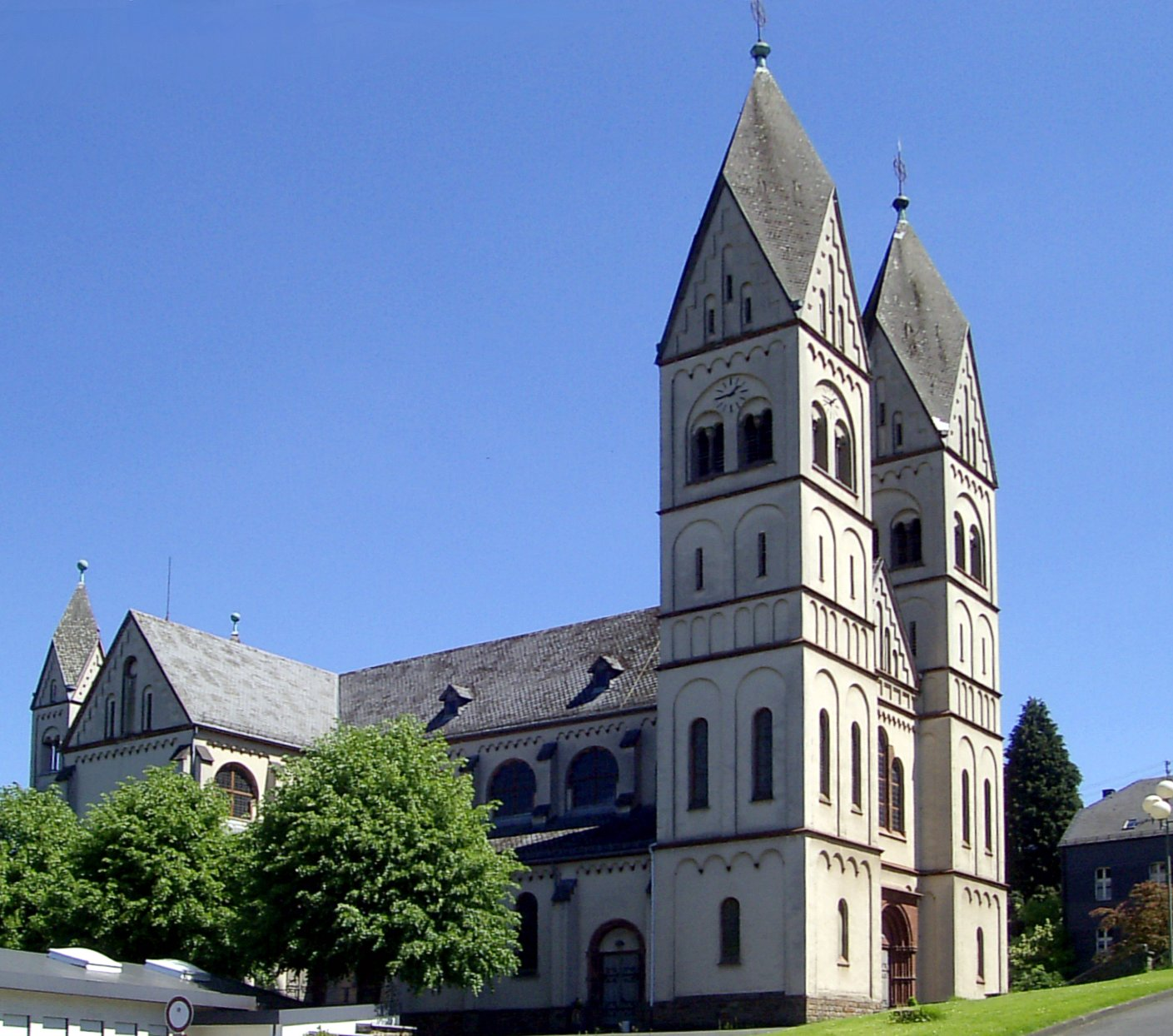
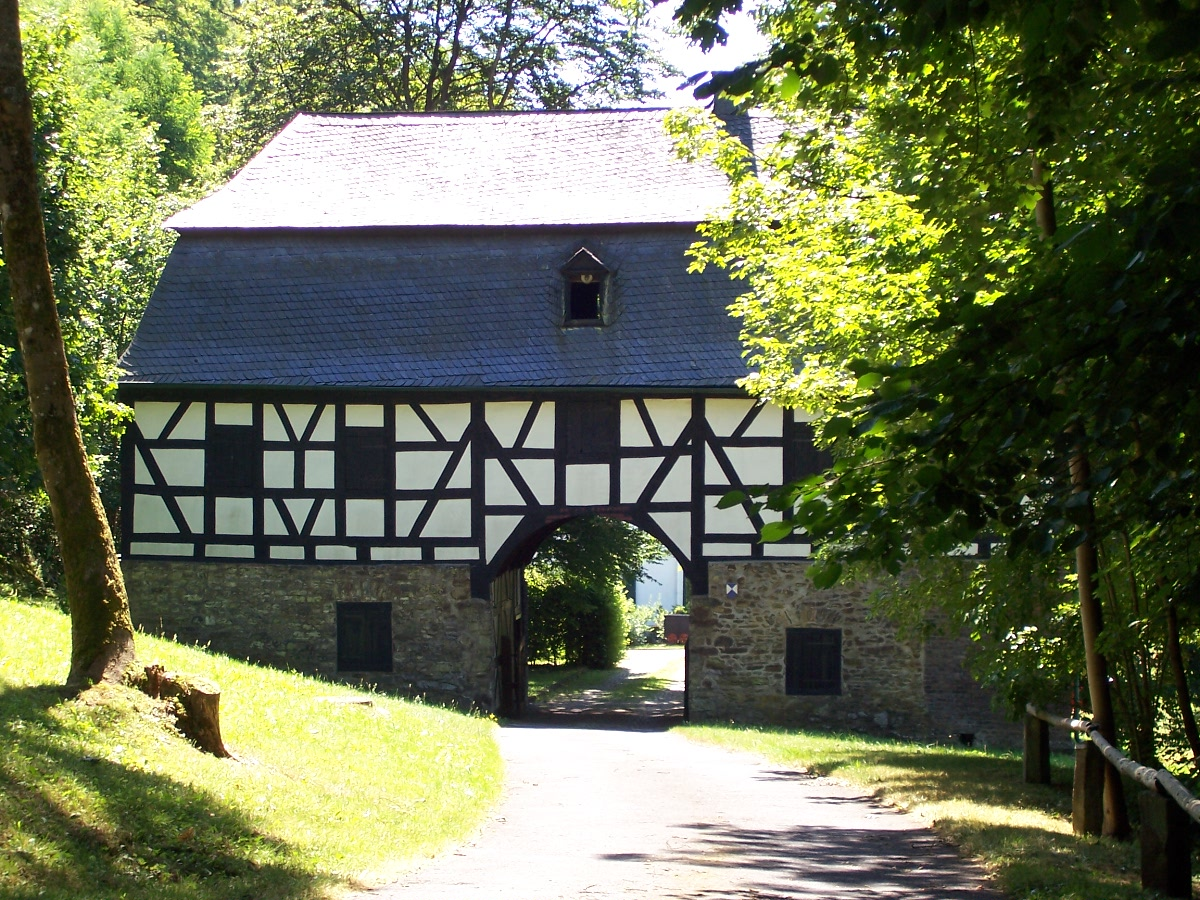
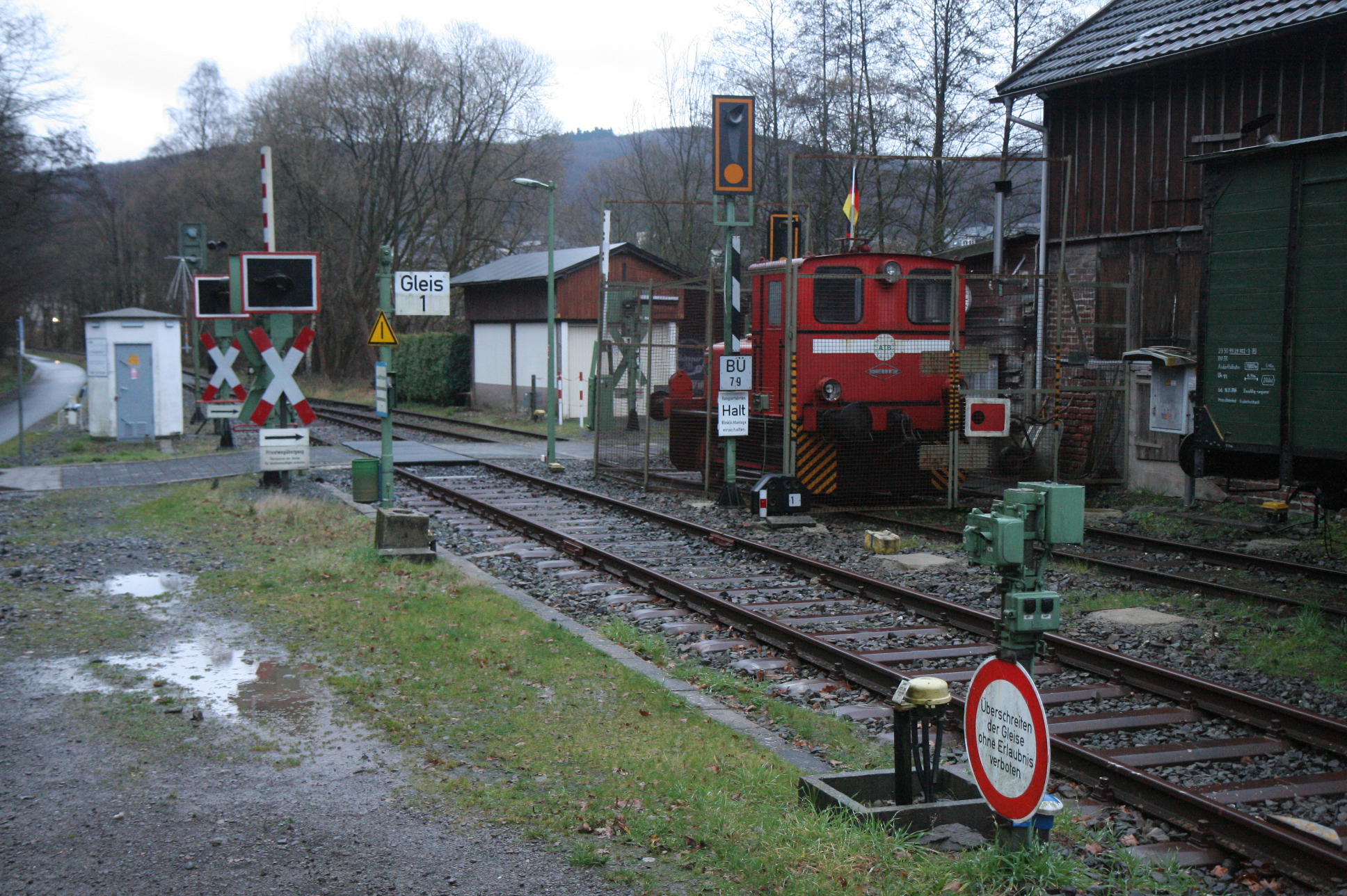